# آي بود
آي بود (بالإنجليزية: iPod)‏ هو خط من منتجات أجهزة الوسائط المتعددة أنشأتها وسوقتها شركة أبل. خط المنتجات يتكون من آي بود كلاسيك، آي بود تاتش، آي بود نانو، آي بود شفل. آيبود كلاسيك يخزن الوسائط عن قرص صلب داخلي بينما البقية على ذاكرة فلاش. آي بود يمكن أن يعمل كوسيط تخزين خارجي (عدا تاتش). سعة التخزين تختلف بين الآي بودات تندرج بين 2 ق.ب في آي بود شفل حتى 160 ق.ب في آي بود كلاسيك. أعُلن عن أول آي بود في 23 أكتوبر، 2001 وأطلق في 10 نوفمبر 2001. كل الموديلات أعيد تصميمها عدة مرات منذ أطلاقها وحاليًا توقفت جميع خطوط إنتاجها بسبب احتواء الأجهزة الأخرى (آيفون - ايباد) على برنامج الموسيقى.

## النظام
أجهزة آي بود قادرة على تشغيل عدة صيغ صوتيات تشمل إم بي ثري، ACC وWav وaiff، جميع الآي بودات عدا آي بود شفل قادرة على عرض الصور. الإصدار الخامس والسادس من آي بود كلاسيك والثالث من آي بود نانو قادر على تشغيل الفيديو بترميز H.264 وصيغة MPEG-4 وفيديو كويك تايم مع قيود على أبعاد وترميز الفيديو ومعدل البت. آي بود لا يدعم صيغة مايكروسوفت الصوتية wma لكن هناك إمكانية التحويل (بدون DRM) موجودة في إصدار الويندوز من برنامج آيتيونز. ملفات ميدي أيضًا لا يمكن تشغيلها لكن يمكن تشغيلها الملف الصوتي باستخدام خيار ِ«متقدم» في الآيتيونز. الصيع المفتوحة مثل ogg وvorbis وflac غير مدعومة بدون تنصيب فريموير خاص على الآي بود. كمثال (rockbox)
أثناء التنصيب، آي بود يرتبط بحاسب مضيف واحد، كل مرة يوصل الآي بود مع الحاسب المضيف، آيتيونز يزامن كامل مكتبة الموسيقى وقوائم التشغيل تلقائيًا أو بتدخل المستخدم، تقييمات الأغاني تعد على الآي بود وتزامن لاحقًا مع الآيتيونز، والعكس صحيح. المستخدم يستطيع الوصول، تشغيل وإضافة الموسيقى في حاسب آخر بعد ضبط الآي بود على المزامنة اليدوية، كل شيء أضيف أو عدل سيعاد مع توصيل ومزامنة الآي بود مع الحاسب الرئيسي ومكتبة. إن رغب المستخدم بالمزامنة التلقائية للموسيقى بحاسب آخر، مكتبة الآي بود ستمحى كليا وتستبدل بمكتبة الحساب الآخر.

### واجهة المستخدم

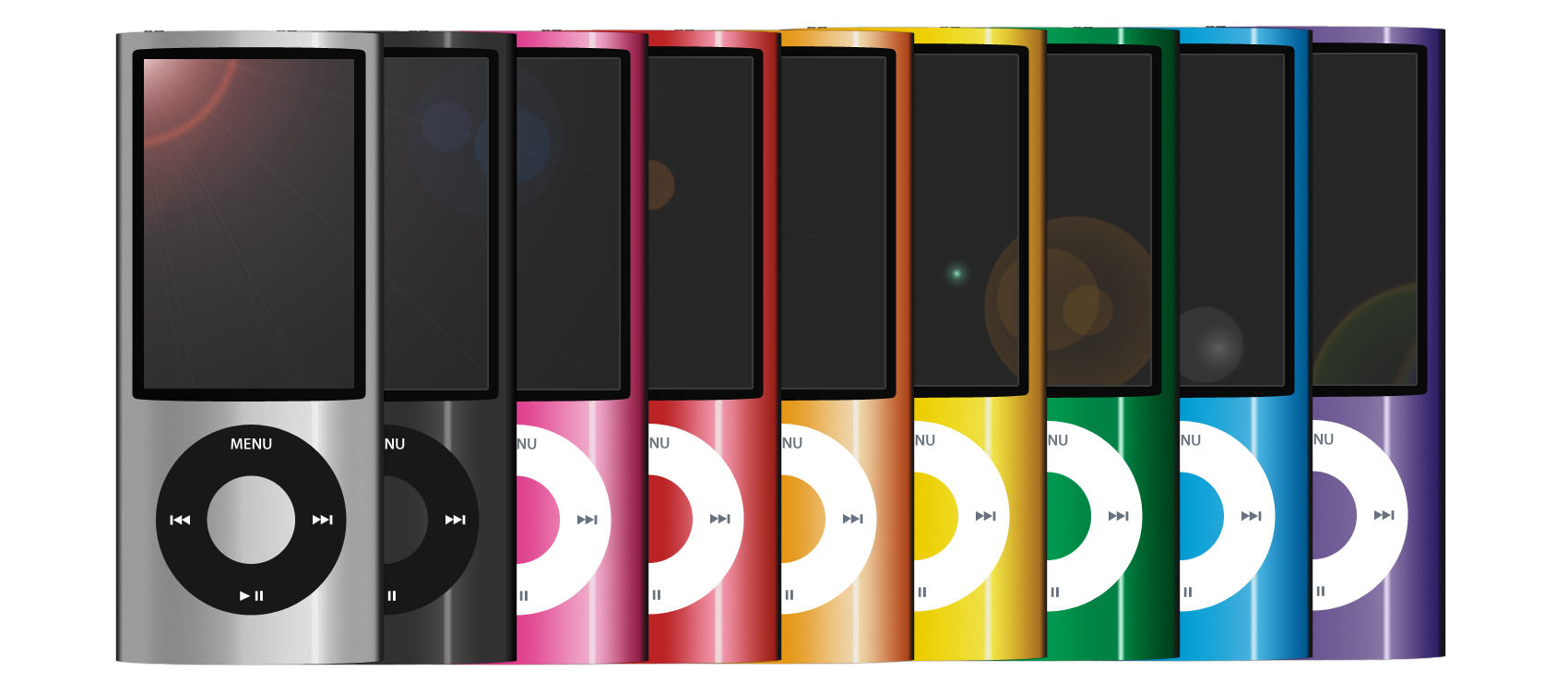
آي بود نانو الجيل الخامس

الآي بودات ذات الشاشة الملونة تستخدم صور ونصوص ضد-التعرج، مع تأثيرات انتقالية. كل الآي بودات (عدا الجيل الثالث من شافل، السادس من نانو، تاتش) لديها خمس أزرار والأجيال اللاحقة الأزرار تكون مدمجة في العجلة. الأزرار تقوم بمهام بسيطة مثل القائمة، تشغيل، إيقاف مؤقت، الأغنية التالية، والسابقة. ومهام أخرى مثل التنقل خلال أدوات القائمة الرئيسية والتحكم بالصوت، تؤدى بواسطة الدوران خلال العجلة. آي بود تاتش بدون عجلة بشاشة لمس مقاس 3.5 بوصة مع زر القائمة الرئيسية أسفله، زر نوم/إيقاظ وزري رفع وخفض الصوت. واجهة المستخدم في الآي بود نفسها في الآيفون، والإختلاف في نقص خصائص الهاتف. كلا الجهازين يعملان بنظام iOS.

### متجر الآيتيونز
آيتيونز (ظهر في 29 أبريل، 2003) هو متجر وسائط متعددة على الويب مدار بواسطة أبل ويتم الوصول إلية بواسطة برنامج آيتيونز. اشتهر السوق بعد أنطلاقه، أبل أعلنت بيع الفيديوهات عبر المتجر في 12 أكتوبر، 2005. الأفلام الكاملة أصبحت متاحة في 12 سبتمبر، 2006.
وقت إطلاق المتجر، الصوتيات المشتراة تكون بصيغة ACC مع إضافة تشفير، يعتمد على نظام إدارة الحقوق الرقمية فايربلاي. حتى خمس أجهزة مصرحة وعدد لا محدود من الآي بودات يمكنها تشغيل الملفات. حرق الملفات بآيتيونز كقرص صوتي وإعادة استيرادها يلغي هذه القيود، القيود (إدارة الحقوق الرقمية) يمكن إزالتها باستخدام برامج الطرف الثالث. بالتعاون مع أبل شركة EMI بدأت ببيع أغاني عالية الدقة بدون قيود بقسم يدعى آيتيونز بلس، الأغاني المنفردة كانت متاحة بقيمة أعلى من التي بقيود أما الألبوم كان بنفس السعر، لاحقا أبل خفضت السعر ليتساوى مع المحمية بـ 99 سنت للأغنية، مع يناير 2009 أبل أعلنت بأنها ألغت الحماية عن 80% من الأغاني، وستزال نهائيا مع أبريل 2009.
الآي بودات لا يمكنها تشغيل ملفات الموسيقى من المتاجر المنافسة التي تستخدم قيود رقمية مختلفة مثل ملفات wma المحمية، من متجر إم إس إن للموسيقى كمثال. لكن يمكنها تشغيل الموسيقى من متاجر أخرى لا تستخدم القيود على الأغاني.
لقد أطلقت أبل متجر الموسيقى عبر الواي فاي في سبتمبر 2007، الخدمة تسمح للمستخدمين الوصول لمتجر الموسيقى عن طريق الآيفون وآي بود تاتش وتحميل الموسيقى مباشرة من الجهاز التي يمكن مزامنتها تاليًا مع مكتبة الآيتيونز عبر الوي فاي، أو مع شبكة الهاتف في الآيفون.

#### الألعاب
يمكن تشغيل ألعاب الفيديو على عدة إصدارات للآي بود. أول أصدار آيبود كان يحتوي اللعبة Brick. مضمنة كميزة خفية، التحديثات التالية أضافت خيار الألعاب إلى القائمة الرئيسية.
في سبتمبر 2006، متجر آيتيونز بدأ بعرض ألعاب إضافية للشراء مع أطلاق الآيتيونز، متوافقة مع الجيل الخامس للآيبود بالنظام نسخة 1.2 فما فوق. تتضمن Bejeweled وCubis 2 وMahjong. ألعاب أخرى أضيفت لاحقًا. هذه الألعاب تعمل مع الإصدار الخامس والسادس من آي بود كلاسيك والإصدار الرابع والخامس من آي بود نانو.
مع مطوري الألعاب من الطرف الثالث، مثل نامكو وسكوير إنكس وسيجا قاموا بأنشاء ألعاب للآي بود، مشغلات أبل أخذت خطو بأتجاة منصات الألعاب المحمولة. مجلات الألعاب مثل GamePRo قامت بمراجعة وتقييم معظم هذة الألعاب.

### تخزين الملفات ونقلها
كل الآي بودات عدا التاتش يمكن أن تؤدي «وضع القرص» كوسيط تخزين لتخزين الملفات غير مفعلة إفتراضيًا، آي بود تاتش يتطلب برنامج خاص. أن تمت تهيئة آي بود على الماك، يستخدم نظام الملفات HFS+ الذي يمكن إستخدامه كقرص أقلاع لنظام الماك، أن تمت تهيئة عل الويندوز يستخدم النظام FAT32، يمكن تهيئتة على كلا النظام (عدا الشافل يعمل على FAT32 فقط) بشكل عام (عدا الشافل) أن تم توصيل الآي بود على حاسب ويندوز يتم تهيئته على النظام FAT32 أما أن تم توصيله على الماك فإنه يهيئ على النظام HFS+.
بعكس بقية معظم مشغلات أم بي 3، نسخ الملفات الصوتية والمرئية (الفيديو) للذاكرة ببساطة باستخدام برنامج مدير الملفات لا يعني أن الآي بود يصل إلى الملفات بسهولة، المستخدم يجب أن يستخدم برنامج مخصص نقل ملفات الوسائط للآي بود، ليتم عرض الملف، عادة آي تونز يستخدم لنقل الملفات للآي بود، توجد عدة بدائل للآي تونز لعدة منصات.
آيتيونز 7 فما فوق يمكن أستخدامه لنقل الوسائط المشتراة بنظام القيود الرقمية من الآي بود للحاسب، بأمكانية ترخيص الحاسب لتشغيل الملفات.
ملفات الوسائط تخزن في الآي بود في مجلد خفي، مع ملف قاعدة بيانات، الملفات يمكن الوصول إليها في معظم أنظمة التشغيل بعرض الملفات المخفية في مدير الملفات، ملفات الوسائط يمكن استعادتها يدوياً بنسخ الملف أو المجلد من الآي بود، برامج أخرى توفر تسهيل المهمة.

## المودلات الحالية
- آي بود كلاسيك
- آي بود ميني
- آي بود نانو
- آي بود شفل
- آي بود توتش